# Thymallus baicalensis
El tímalo del lago Baikal (Thymallus baicalensis) es una especie de pez de la familia de los salmónidos.

## Morfología
Los machos pueden llegar alcanzar los 35 cm de longitud total y 1.200 g de peso.

## Alimentación
Come anfípodos, larvas de tricópteros y huevos de peces  del género  Cottus .

## Hábitat
Es un pez de agua dulce y bentopelágico.

## Distribución geográfica
Se encuentra en Mongolia y Rusia, incluyendo el lago Baikal y sus afluentes.

## Observaciones
Es inofensivo para los humanos.